# Тулуза
 Тази статия е за град Тулуза.  За средновековната държава вижте Тулуза (графство).  За футболния клуб вижте ФК Тулуза.
Тулуза (на френски: Toulouse, Тулуз; на окситански: Tolosa) е град в Югозападна Франция с население около 466 297 души и 1 312 304 души за градската агломерация (2014). Разположен е на река Гарона, административен център на регион Окситания и департамент От Гарон, както и на историческата провинция Лангедок.

## История
Тулуза е основана от галите и се превръща в градски център през римския период. От 419 до 507 г. градът е столица на вестготите, а след това е превзет от франкския крал Хлодвиг I. През 8 век е център на каролингското кралство Аквитания, а от 778 – на графство Тулуза. То е завладяно от Франция по време на Албигойските войни през 13 век.
През Средновековието Тулуза е религиозен център на френския Юг. Сред съхранените църкви внимание заслужават най-вече три:
- Великата романска базилика Свети Сатурнин строена през 1080 – 1120 г. за нуждите на поклонниците, пътешестващи по пътя към св. Яков, на мястото на късно античен храм; строежът е започнат от първия тулузки епископ, св. Сатурнин от Тулуза. Заедно с други поклоннически църкви е внесен в Списъка на Световно наследство на ЮНЕСКО. През 1218 г. от стената на този храм е хвърлен камъкът, с който е убит предводителят на кръстоносците Симон дьо Монфор.
- Първият и главен храм на доминиканския орден – изпълнен в готически стил известен като манастир на якобитите от XIII-XIV век; тук е гробът на великия богослов Тома Аквински.
- катедрала Св. Стефан е започната през 1073 г. и строена много векове; тя е ярък пример на южнофренската готика.

През 20 век градът навлиза в нов период на подем след установяването там на важни военни и авиационни производства, включително заводите на „Airbus“ и на „ATR“, както и производството на ракетата-носител „Ariane“.
В резултат от миграцията от северните индустриални райони на юг населението на градската агломерация на Тулуза между 1960 и 2000 г. се удвоява, докато населението на Франция през този период нараства едва с 30%.

## Спорт
Представителният футболен отбор на града носи името ФК Тулуза. Той е сред най-популярните френски футболни тимове, но голямата страст на града е ръгбито, както и местният тим „Стад Тулузен“ (Stade Toulousain), който е сред най-титулованите отбори в Европа.

## Образование
Тулуза е третият студентски град във Франция след Париж и Лион, с около 110 000 студенти. В града се намират следните висши учебни заведения: Тулузки университет (основан през 1229 г.), който след студентските протести през май 1968 г. е разделен на три отделни университета – Университет Тулуза 1, Университет Тулуза 2, Университет Тулуза 3; на брега на Гарона е Висшата школа по изящни изкуства, основана през 18 в. (в нея е учил Енгър). Техническите науки са представени от: Национална школа за гражданска авиация, Политехнически институт за напреднали науки и др. Католическият университет е основан през 1876 г. и заема здания на манастир от 16 в., специализира се в хуманитарни науки.
Обсерваторията в Тулуза е водеща сред астрономическите обсерватории във Франция.

## Известни личности
Родени в Тулуза
- Бернар Вербер (р. 1961), ентомолог и писател
- Карлос Гардел (1890 – 1935), аржентински музикант
- Жан Досе (р. 1916), имунолог
- Жан-Етиен Ескирол (1772 – 1840), психиатър
- Емил Камиларов (1928 – 2007), български цигулар и педагог, роден във влак, който пътувал за Тулуза
- Гаел Клиши (р. 1985), футболист
- Вилфрид Нифлор (р. 1981), футболист
- Клод Нугаро (1929 – 2004), музикант

Починали в Тулуза
- Асен Хаджиолов (1930 – 1996), български политик от БКП

Други
- Иван Попов (р. 1907), български политик и инженер, завършва електротехника през 1933 г.
- Григор Узунов (1907 – 1952), български инженер, завършва физика и математика през 1930 г.
- Илия Минев (1917 – 2000), основател и първи председател на Независимото дружество за защита правата на човека в България, завършил индустриална химия в Тулуза

## Побратимени градове
Тулуза е побратимен град или има партньорство с:
- Тел Авив, Израел от 1962 година
- Атланта, САЩ от 1975 година
- Киев, Украйна от 1975 година
- Болоня, Италия от 1981 година
- Елче, Испания от 1981 година
- Норшьопинг, Швеция от 1981 година
- Чунцин, Китай от 1981 година
- Нджамена, Чад от 1980 година
- Сарагоса, Испания от 2000 година
- Ханой, Виетнам
- Бургас, България
- Бидгошч, Полша